# Паукартамбо
Паукартамбо (исп. Paucartambo, кечуа  Pawqartampu) — город на юго-востоке центральной части Перу. Административный центр одноимённой провинции в регионе Куско. Расположен на высоте 2 906 м над уровнем моря. Население города по данным переписи 2005 года составляет 4247 человек; данные на 2012 год говорят о населении 4382 человека.
Паукартамбо является местом проведения красочного фестиваля Вирхен-дель-Кармен (Богоматери на горе Кармель), который проходит ежегодно 16 июля. Фестиваль является одним из крупнейших праздников в своём роде, проводимых в Перу, и привлекает десятки тысяч туристов каждый год.